# Círculo de Yuwaru
Yuwaru es una subdivisión administrativa (cercle o círculo) de la región de Mopti, en Malí. En abril de 2009 tenía una población censada de 108 523 habitantes y estaba formada por las siguientes comunas o municipios, que se muestran igualmente con población de abril de 2009:
- Bembéré Tama 8,239
- Deboye 23,152
- Dirma 8,118
- Dongo 11,476
- Farimaké 11,916
- N'Dodjiga 22,309
- Youwarou 23,313[1]